# The Singles 81→85
The Singles 81→85 — збірник групи британської Depeche Mode, що вийшов у жовтні 1985.

## Про альбом
До збірки увійшли сингли, які група випустила в період з 1981 по 1985. Також до збірки увійшли дві нові композиції «Shake the Disease» і «It's Called a Heart», які вийшли як сингли у 1985 році. The Singles 81→85 не виходив у Північній Америці, однак там його замінив фактично двійник, Catching Up with Depeche Mode. У 1998, після релізу збірки The Singles 86>98), вийшло перевидання The Singles 81→85. Depeche Mode повністю оновили оформлення альбому і додали до нього ще й два бонус-треки. За даними на квітень 2006 перевидана версія The Singles 81>85 була продана тиражем понад 283,000 примірників у США.

## Ілюстрація
На внутрішній оболонці як оригінальної платівки, так і перевидання, а також у буклеті компакт-диска та вкладці для касети зображено обкладинку кожного синглу разом із коментарями певних рецензентів, як позитивними, так і негативними. До епохи Pet Shop Boys представлено зневажливий огляд Smash Hits Ніла Теннанта від фактичної дати випуску подвійного синглу A-side "Blasphemous Rumours"/"Somebody".
Фотографія Еріка Вотсона, представлена на обкладинці, була виставлена в Національній портретній галереї в Лондоні.

## Трек-лист
1. Dreaming of Me - 3:46
2. New Life - 3:45
3. Just Can't Get Enough - 3:44
4. See You - 3:57
5. The Meaning of Love - 3:05
6. Leave in Silence - 4:02
7. Get the Balance Right! - 3:15
8. Everything Counts - 3:59
9. Love, in Itself - 4:00
10. People Are People - 3:46
11. Master and Servant - 3:47
12. Blasphemous Rumours - 6:21
13. Somebody - 4:22
14. Shake the Disease - 4:49
15. It's Called a Heart - 3:51
16. Photographic - 3:13
17. Just Can't Get Enough - 6:46